# ル・グロ＝デュ＝ロワ
ル・グロ＝デュ＝ロワ （Le Grau-du-Roi、オック語:lo Grau dau ReiまたはLou Grau dóu Rèi）は、フランス、オクシタニー地域圏、ガール県のコミューン。

## 地理
ル・グロ＝デュ＝ロワはガール県最南端に位置し、西側はエロー県のラ・グランド＝モットである。東側は同じ県のエーグ＝モルトおよび、ブーシュ＝デュ＝ローヌ県のサント＝マリー＝ド＝ラ＝メールである。

ル・グロ＝デュ＝ロワの位置
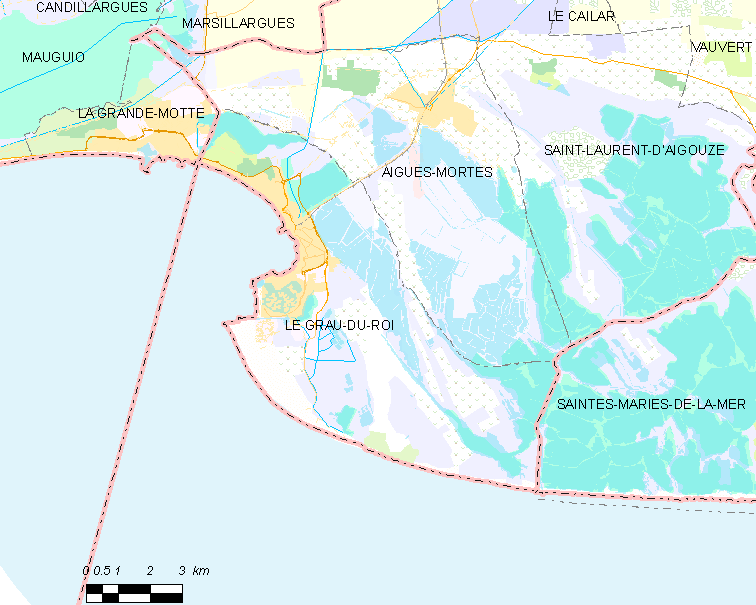
地図
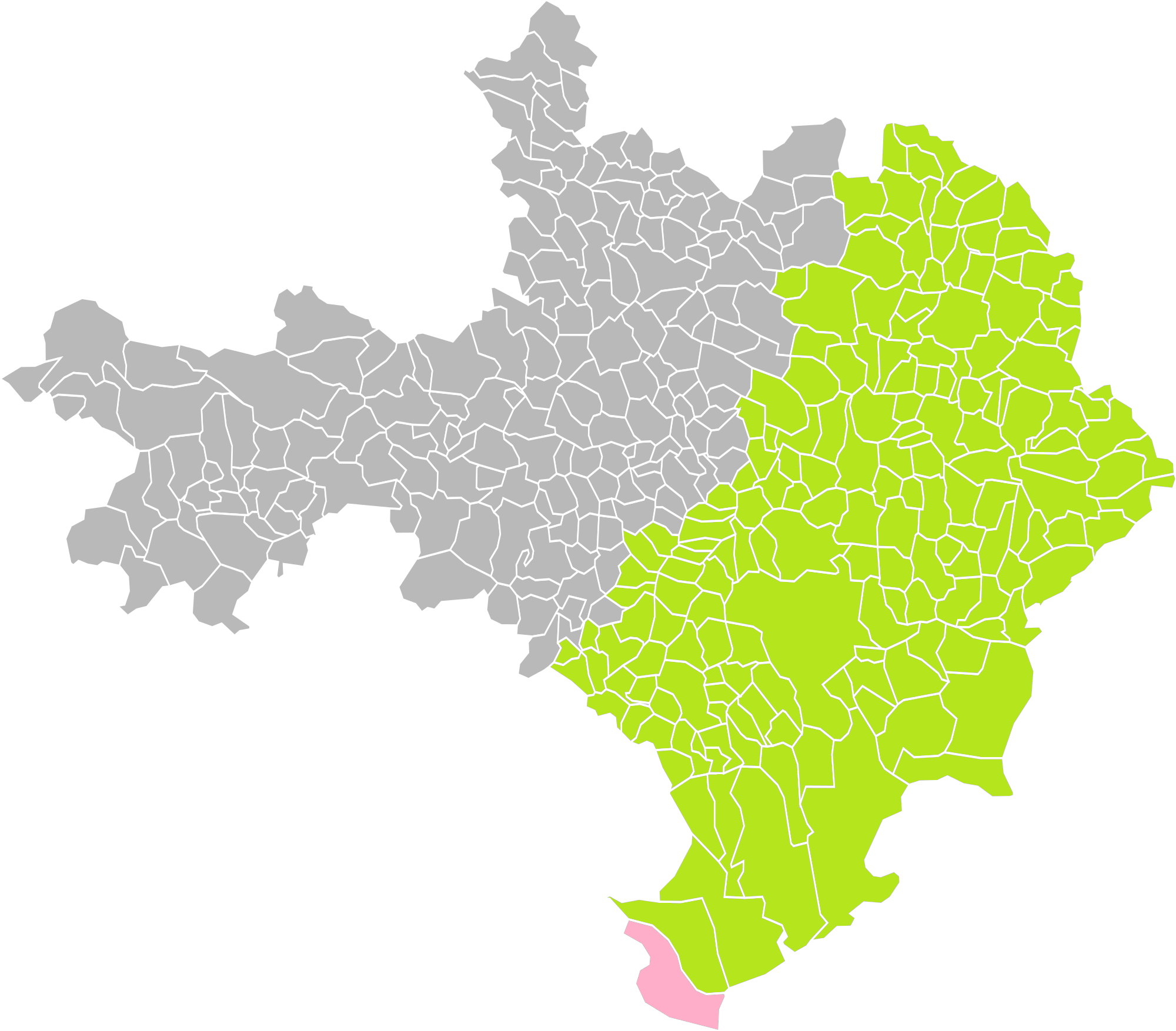
桃色部分が、ニーム郡内のル・グロ＝デュ＝ロワの位置

1570年頃、海岸線に自然に開いた入り江の両岸に建設された場所は、ガーニュ・プティと呼ばれ、ヴィドゥール川とローヌ川のそれぞれの河口の中間にあった。この保養地は18kmの長さで細かい砂の浜を提供する。
コミューンは水に囲まれている。
- 地中海 - コミューンの北西から南東にかけて。
- プティ・ローヌ川 - 東側
- ヴィドゥール川 - 西側
- ヴィドゥール川と複数の潟 - 北側

ル・グロ＝デュ＝ロワの気候は地中海性気候で、穏やかで湿潤な冬、暑くて乾燥した夏が特徴である。冬は気温が低く、夏はとても暑くなることがあるが、気候を穏やかにしてくれる海が近いおかげで、暑さや寒さが極端になることはない。過去最低気温は－12℃（1956年2月10日）、過去最高気温は36.5℃（2003年6月21日）である。降雨はまれである。雨天日は年間55日、降雪日はたった1日である。年249日は風が吹く（特にミストラル）。

### 交通
- フランス国鉄ル・グロ＝デュ＝ロワ駅 - ニーム-ル・グロ＝デュ＝ロワ線が停車する。TERラングドック＝ルシヨンが通る。
- オートルート A9 - 26番ガラルグ出口

## 由来
オック語のgras、ラングドック語のgrauの語源は、ロマンス語のgras、grads、grad、gra、カタルーニャ語のgrau、後期ラテン語のgrassius、ラテン語のgradusである。河口、水の出入り口、運河、沿岸の潟と海の断絶、を意味する。

## 歴史

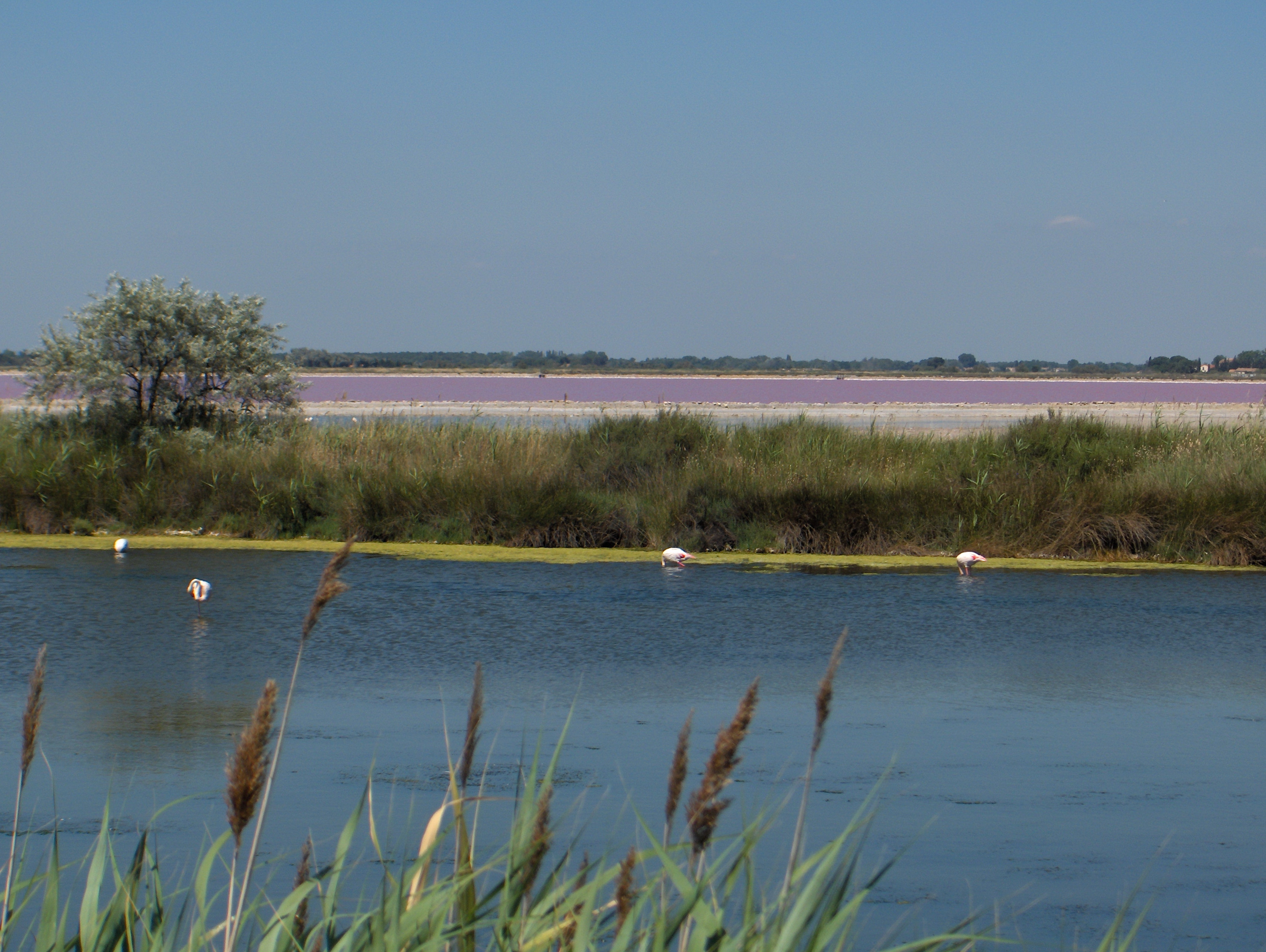
ルポセ潟

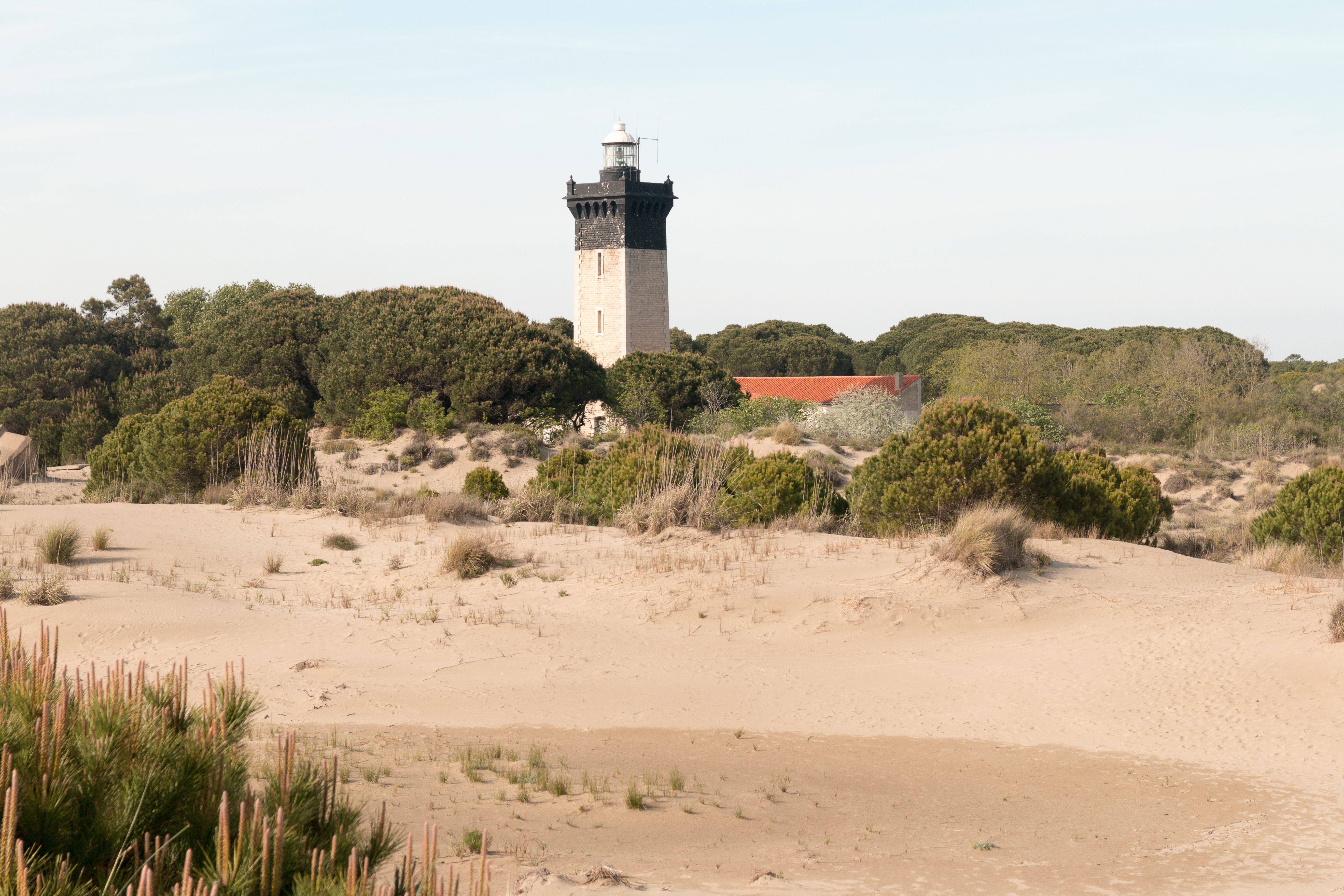
エスピゲット灯台

十字軍の時代、エーグ＝モルトは王家の港であったが、その防御壁の下に海が達することは一度もなかった。船は、潟から海へ向かって掘られた水路を通って出港したのである。16世紀終わりのローヌ川は、ルポセの海域で流れが速くなるため、問題となっている入り江（grau）を、コンサック・ド・ガーニュ・プティという場所で人工的に開いた。この瞬間から、エーグ＝モルト港の航行を維持するため、海上でこの開口部を維持するための長い一連の作業が行われた。グロ港は1725年以来、6kmの運河でエーグ＝モルトに接続された。1727年には、ルポセ潟へ伸びる2か所の石造の防波堤が建てられた。
現在のコミューンの場所は、正式なコミューンではなかったが、フランス革命の間、この場所はGrau-le-Peletierとして有名になった。
1845年に修復された運河が、現在もル・グロ＝デュ＝ロワとエーグ＝モルトをつないでいる。エスピゲット灯台は1869年に建てられた。長年にわたり、行政の建物、小屋と住宅が漁村の基礎を築いた。1879年にル・グロ＝デュ＝ロワはエーグ＝モルトから分離し、コミューンとなった。
1854年、ル・グロ＝デュ＝ロワはまだ単なる漁村にすぎなかった。漁業と農業が住民にいくらかの資源を提供していた。19世紀後半以降、海水浴が流行となって広く普及したが、観光業は初期段階のままだった。海に浸かることは依然として本質的に治療法と考えられており、砂浜に上る研究所はほとんどが困窮した人々を受け入れていた。しかし、公的機関と住民たちは、自分たちの富がこの砂浜の海と太陽の間にあることを理解していた。1855年、貧しい人々の海水浴の利用を容易にするため、小児衛生の事業が設置された。それは1869年に公益事業として認定された。
1909年、鉄道路線のニーム-エーグ＝モルト線の延長が、新しい空気を吹き込んだ。海水浴客が大勢やってきて、魚や白ブドウのような地元特産品がついに国内市場に出荷された。長年の努力と仕事と衛生規制のすえ、1924年4月26日、ついに共和国大統領令でル・グロ＝デュ＝ロワが保養地および海水浴場に登録された。
第一次世界大戦の影響は比較的村に及ばなかった。

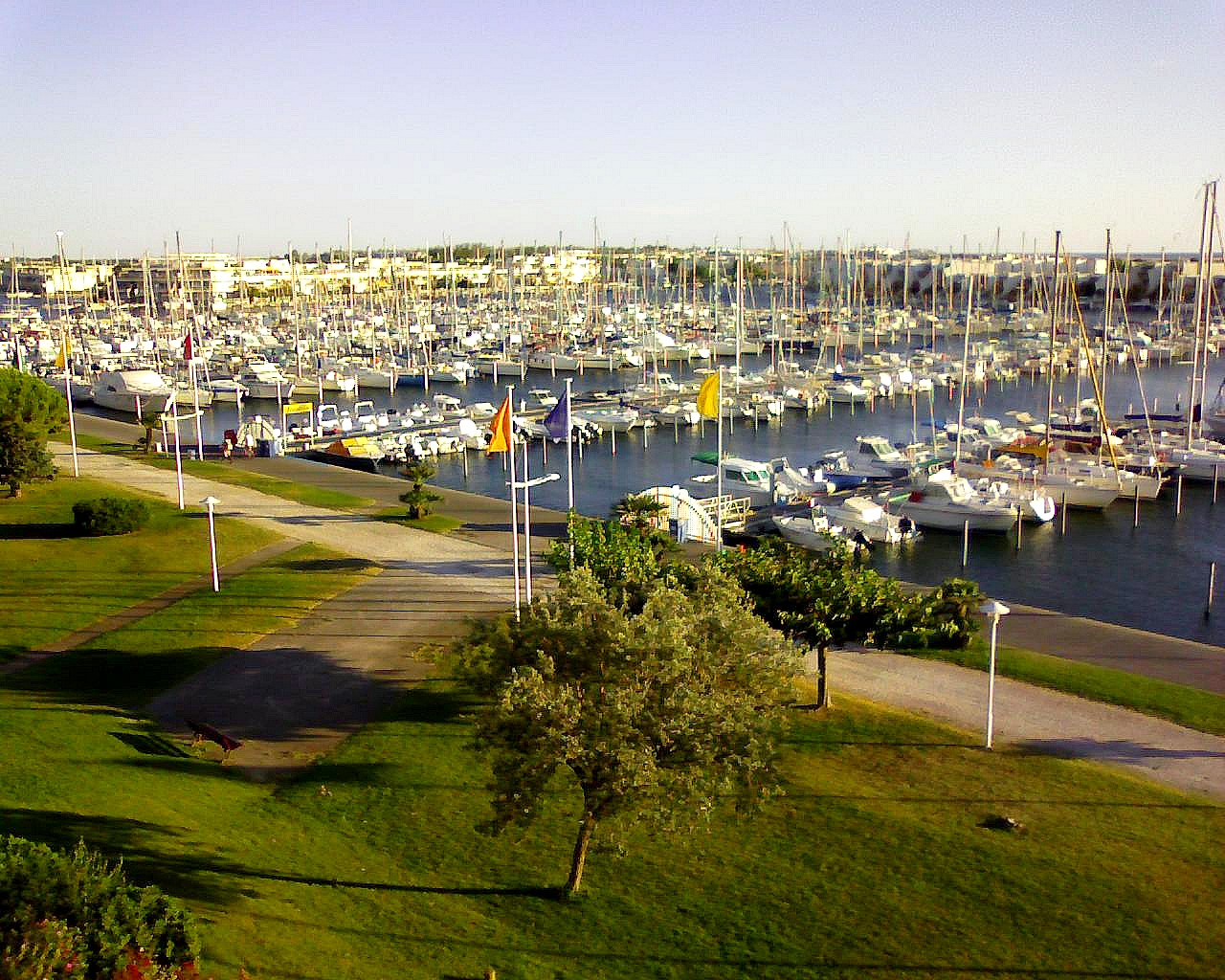
ポール・カマルグ

1939年9月、第二次世界大戦は住民にはるかに深い影を落とした。1940年のフランス敗北後、ル・グロは非占領区域になった。しかし、1942年11月から敵軍は物理的に存在し、対立は直接住民に影響を与えた。ル・グロ＝デュ＝ロワはドイツ軍による占領を受けなければならず、それは全て制限、犠牲、妥協を意味した。コミューン議会は速やかに解散させられ、特別代表団と交代した。同じ年、村の生活は新たな局面を迎えた。ドイツ軍が沿岸地域全てに定住した。住民の一部は強制退去させられた。ガール県の地中海沿岸は全長たった20kmしかないのだが、連合国軍の上陸の危険があるため、こうした場所には軍事施設が多くあった。こうして、コミューンの砂浜はあらゆる種類の対戦車システム、コンクリート製ピラミッド、ブロックハウスでいっぱいだった。800ヘクタールのブドウ畑と200ヘクタールの草原が地雷原に生まれ変わった。村の中に、ドイツ人たちはトーチカも建設しそこに大砲と機関銃を収容した。運河の入り口は、対潜水艦網と火炎放射器によって封鎖されていた。1944年、占領の最後の数か月間が最も困難であることが証明された。敗北した占領軍がいやがらせと挑発を強いたのである。ル・グロ＝デュ＝ロワは1944年8月に解放された。
1960年代まで、ル・グロ＝デュ・ロワは戦争による被害を克服できなかった。以降、保養地は真の観光および経済発展を始めた。沿岸開発を合理化するため、政府はラシーヌ計画を実行した。建築家ジャン・バラデュール（fr、フランス元首相エドゥアール・バラデュールのいとこ）が問題を担当した。それは、住民の生活の質を尊重し、環境を保護しながら、新たにやってくる観光客を満足させることができる構造を生み出さなければならなかった。ポール・カマルグ（ル・グロ＝デュ＝ロワの地区の1つで、マリーナを抱える）の大規模プロジェクトが1968年に発足したのは、この計画の枠組みの中である。

## 文化
アレーヌ（fr）は、1960年に開業したコミューンが所有する闘牛場である。収容人数は3000人。クルス・カマルゲーズ（fr、若い牡牛の額や角につけた花紋板を人間が奪うスポーツで、牡牛が流血することがない）が開催される。

## 人口統計
2016年時点のコミューン人口は8476人であり、2011年の人口と比較すると1.66%増加している。
| 1962年 | 1968年 | 1975年 | 1982年 | 1990年 | 1999年 | 2006年 | 2016年 |
| ------ | ------ | ------ | ------ | ------ | ------ | ------ | ------ |
| 2363   | 3354   | 3963   | 4152   | 5253   | 5875   | 7892   | 8476   |

参照元:1962年から1999年までは複数コミューンに住所登録をする者の重複分を除いたもの。それ以降は当該コミューンの人口統計によるもの。1999年までEHESS/Cassini、2006年以降INSEE

## 姉妹都市
- ドッセンハイム、ドイツ